# 大倉源次郎
大倉 源次郎（おおくら げんじろう、1957年（昭和32年）9月7日 - ）は小鼓方大倉流の能楽師で、人間国宝（重要無形文化財各個認定保持者）である。

## 概説
1957年（昭和32年）に大倉流十五世宗家大倉長十郎の次男として大阪府に生まれる。父に師事し、1965年（昭和40年）に独鼓「鮎之段」で初舞台。1985年（昭和60年）に大倉流十六世宗家を継承（同時に大鼓方大倉流宗家預かり）した。古典、新作能、復曲能など数多くの舞台に参加する。能公演はもとより、誰もが日本文化である能と気軽に出会えるよう「能楽堂を出た能」をプロデュース。新作狂言「釜の火」の制作にも関わり、原発事故をテーマにした問題作として上演した。また、多数の海外公演に参加。子ども向け能楽体験講座なども各地で開催している。1991年（平成3年）に大阪市咲くやこの花賞、2015年（平成27年）に観世寿夫記念法政大学能楽賞を受賞し、2017年（平成29年）に人間国宝（重要無形文化財各個認定保持者）に認定された。FacebookやYouTube「源次郎チャンネル」などを通じ、積極的に情報発信を行う。流派を超えて21世紀の能を考える「能楽座」座員。甲南大学文学部卒業。

## 関連書誌
- 「能・現代にアピールするもの」『観世』第57巻第1号、桧書店、1990年1月、69-71頁、doi:10.11501/6031695。
- 「上方芸能21世紀へのビジョン」『上方芸能』第130号、『上方芸能』編集部、1998年10月、6-7頁、doi:10.11501/7958930、ISSN 0910-5506。
- 「能楽囃子の成立の体験的一考察」『國文學』第50巻第7号、學燈社、2005年7月、50-58頁、ISSN 0452-3016。
- 「寿命を縮める?『道成寺』」『Den』第50号、Den編集部、2009年7月、42-45頁。
- 「海外公演 観阿弥生誕六八〇年・世阿弥生誕六五〇年 フランス、フェール城能楽公演記録」『観世』第80巻第9号、桧書店、2013年9月、44-46頁。
- 「子どもに芸事を教える」『子どもと発育発達』第12巻第3号、杏林書院、2014年、173-177頁、ISSN 1348-3056。
- 「公演から 談山能 奉納旅行」『観世』第81巻第7号、桧書店、2014年7月、40-42頁。
- 『大倉源次郎の能楽談義』淡交社、2017年10月。ISBN 978-4-473-04200-2。
- 「新作能《オセロ》の囃子の事」『新作能オセロ』泉紀子、和泉書院、2019年1月、63-68頁。ISBN 978-4-7576-0893-1。
- 「能楽を再び日本人の基本教養に」『日本の匠：対談集』近藤誠一、かまくら春秋社、2019年12月。ISBN 978-4-7740-0796-0。
- 「能楽囃子方小鼓 大倉源次郎」『ようこそ伝統芸能の世界：伝承者に聞く技と心』森田ゆい、薫風社、2020年4月。ISBN 978-4-902055-39-9。
- 「歴史の中の自分が居る場所」『初等教育資料』第995号、東洋館出版社、2020年7月、48-52頁、ISSN 0446-5318。
- 『能から紐解く日本史』扶桑社、2021年3月。ISBN 978-4-594-08417-2。
- 「能楽師の私を支えてくれた日本文化の源流の学び」『正志く強く朗らかに II』甲南大学共通教育センター、同信社、2021年3月。ISBN 978-4-495-97653-8。
- 『能の起源と秦氏』田中英道、ヒカルランド、2023年6月。ISBN 978-4-86742-278-6。
- 「翁と坂本龍一様」『ユリイカ』第55巻第16号、青土社、2023年12月、279-282頁、ISBN 978-4-7917-0440-8、ISSN 1342-5641。
- 「小鼓方大倉流宗家大倉源次郎氏に聞く」『能と狂言』第21号、能楽学会、2023年12月、33-41頁。
- 「感謝を忘れず粛々と精進するのみ」『致知』第588号、株式会社致知出版社、2024年7月、37-41頁、ISSN 0288-7282、2024年12月29日閲覧。

## 脚註